# Archileistobrius
Archileistobrius is een geslacht van kevers uit de familie van de loopkevers (Carabidae). De wetenschappelijke naam van het geslacht is voor het eerst geldig gepubliceerd in 1983 door Shilenkov & Kryzhanovskij.

## Soorten
Het geslacht Archileistobrius omvat de volgende soorten:
- Archileistobrius expansicollis Ledoux, 1989
- Archileistobrius hwangtienyuni Shilenkov et Kryzhanovskij, 1983